# Кшивань
Кшивань (пол. Krzywań, нім. Kriwan) — село в Польщі, у гміні Дембниця-Кашубська Слупського повіту Поморського воєводства.
Населення — 152 особи (2011).
У 1975-1998 роках село належало до Слупського воєводства.

## Демографія
Демографічна структура станом на 31 березня 2011 року:
|          | Загалом | Допрацездатний вік | Працездатний вік | Постпрацездатний вік |
| -------- | ------- | ------------------ | ---------------- | -------------------- |
| Чоловіки | 82      | 14                 | 64               | 4                    |
| Жінки    | 70      | 16                 | 44               | 10                   |
| Разом    | 152     | 30                 | 108              | 14                   |